# 大阪科学賞
大阪科学賞（おおさかかがくしよう、英: Osaka Science Prize）は、理学、情報科学、工学、医学、薬学、生物学、農学とそれらの学際的な分野において、科学および新技術の発展に著しく寄与した研究者を毎年2名選び、顕彰する賞である。大阪府、大阪市、一般財団法人大阪科学技術センターの3者が母体である。創造的科学技術の振興をはかり、21世紀への新たな発展と明日の人類社会に貢献することを目的として、1983年（昭和53年）に創設された。賞金は150万円。

## 受賞者
＜主な出典：＞
- 第1回（1983年度）
  - 岸本忠三：「Ｂリンパ球の分化とその制御に関する研究」
  - 中村晃：「有機金属触媒の基礎研究」
- 第2回（1984年度）
  - 本庶佑：「免疫グロブリン遺伝子に関する研究」
  - 佐川眞人：「Ｎｄ－Ｆｅ－Ｂ新磁石の発明」
- 第3回（1985年度）
  - 山田龍作：「肝細胞癌に対する肝動脈塞栓療法の開発」
  - 京極好正：「核酸塩基対形成と蛋白質による塩基対識別機構の研究」
- 第4回（1986年度）
  - 鵜飼正二：「非線形Ｂoltzmann方程式の数学的研究」
  - 池谷元伺：「電子スピン共鳴による年代測定法の開発」
- 第5回（1987年度）
  - 高野久輝：「補助人工心臓システムの開発と臨床応用に関する研究」
  - 角永武夫：「癌細胞の表現形質発現の分子機構に関する研究」
- 第6回（1988年度）
  - 南努：「超イオン伝導ガラスの開発とその材料物性に関する研究」
  - 北村幸彦：「マスト細胞の分化に関する研究」
- 第7回（1989年度）
  - 柳田敏雄：「筋収縮におけるエネルギー交換の分子メカニズム」
  - 谷口維紹：「サイトカインシステムの分子生物学的解析」
- 第8回（1990年度）
  - 吉野勝美：「電子・光機能性高分子新素材に関する研究」
  - 山西弘一：「突発性発疹の原因ウイルスの同定及びヒトヘルペスウイルス6の潜伏感染に関する研究」
- 第9回（1991年度）
  - 御子柴克彦：「哺乳類脳神経系の発生・分化の研究」
  - 冷水佐壽：「分子線ｴﾋﾟﾀｷｼｬﾙ結晶成長法による半導体新材料の研究と高移動度ﾄﾗﾝｼﾞｽﾀ(HEMT)の発明」
- 第10回（1992年度）
  - 橋本竹治：「ブロック・コポリマーのミクロ相転移と秩序構造に関する研究」
  - 野村大成：「放射線および化学物質の継世代影響－癌および奇形発生とその子孫への遺伝」
- 第11回（1993年度）
  - 竹市雅俊：「細胞接着分子カドヘリンの発見と機能の研究」
  - 川人光男：「運動と視覚に関する脳の神経計算原理と神経回路モデルの研究」
- 第12回（1994年度）
  - 増原宏：「マイクロ化学の開拓的研究」
  - 中村敏一：「肝細胞増殖因子（ＨＧＦ）の発見と肝再生をはじめとする器官再生機構の研究」
- 第13回（1995年度）
  - 三間圀興：「レーザー核融合における爆縮プラズマ物理の研究」
  - 長田重一：「アポトーシス（細胞死）の分子機構の解析」
- 第14回（1996年度）
  - 高井義美：「低分子量ＧＴＰ結合蛋白質の生理機能と作用機構」
  - 河内明夫：「結び目理論の数学研究」
- 第15回（1997年度）
  - 平野俊夫：「サイトカインの分子生物学的研究」
  - 春田正毅：「超微粒子化による金の新しい触媒機能の創出と実用化」
- 第16回（1998年度）
  - 原田明：「分子認識による超分子構造の構築に関する研究」
  - 成宮周：「プロスタノイド受容体に関する研究」
- 第17回（1999年度）
  - 野海正俊：「量子群の表現論と多変数特殊関数論の新局面の開拓」
  - 辻本賀英：「細胞死抑制遺伝子bcl-2の発見と細胞死の分子機構の解析」
- 第18回（2000年度）
  - 濱田博司：「体の左右非対称性が生じる機構の解明」
  - 谷垣勝己：「多面体クラスタの伝導および磁性」
- 第19回（2001年度）
  - 難波啓一：「蛋白質ナノマシン立体構造の自己構築とスイッチ機構の解明」
  - 木下タロウ：「タンパク質GPIアンカーに関する医学生物学的研究」
- 第20回（2002年度）
  - 東健司：「高速超塑性に関する基礎研究」
  - 審良静男：「自然免疫における病原体認識システムの研究」
- 第21回（2003年度）
  - 向井茂：「ベクトル束の研究とその幾何学的応用」
  - 西田栄介：「MAPキナーゼシグナル伝達経路の発見、制御機構および機能」
- 第22回（2004年度）
  - 野田進：「フォトニック結晶に関する先駆的・独創的研究」
  - 西田宏記：「動物胚発生過程における細胞の発生運命決定機構の解析」
- 第23回（2005年度）
  - 下條真司：「インターネットの応用に関する実践的研究と学際的展開」
  - 大岩和弘：「タンパク質モータ・ダイニンの作動機構に関する研究」
- 第24回（2006年度）
  - 小林俊行：「リーマン幾何の枠組を超えた不連続群論の創始とリー群の無限次元表現における離散的分岐則の発見」
  - 坪田誠：「量子流体力学の研究と新しい超流動乱流の発見」
- 第25回（2007年度）
  - 山中伸弥：「細胞核を初期化する遺伝子の同定と多能性幹細胞の樹立」
  - 今堀博：「フラーレンを用いた光エネルギー変換に関する研究」
- 第26回（2008年度）
  - 中谷和彦：「ＤＮＡミスマッチ塩基対を認識する人工分子の創製」
  - 森和俊：「小胞体ストレス応答の発見とその主要シグナル伝達経路の解明」
- 第27回（2009年度）
  - 小野輝男：「電流により磁化制御に関する先駆的研究」
  - 篠原彰：「生物の多様性を育むＤＮＡの交換の仕組みの解明」
- 第28回（2010年度）
  - 熊ノ郷淳：「免疫セマフォリン分子群の同定による新規免疫制御機構の研究」
  - 笹井芳樹：「脳発生の制御原理の解明と試験管内再現」
- 第29回（2011年度）
  - 木本恒暢：「炭化珪素（SiC）パワー半導体に関する先駆的研究」
  - 山下俊英：「損傷中枢神経回路の再生を制御する分子機構の解明と分子標的治療法の開発」
- 第30回（2012年度）
  - 古川貴久：「網膜の発生と機能構築の分子機構の解明」
  - 望月拓郎：「調和バンドルと純ツイスターＤ-加群の研究」
- 第31回（2013年度）
  - 斎藤通紀：「生殖細胞の発生機構の解明とその試験管内再構成」
  - 菊地和也：「化学プローブのデザイン・合成による分子イメージング」
- 第32回（2014年度）
  - 石井健：「ワクチンアジュバントのメカニズム解明とその臨床応用」
  - 安藤陽一：「トポロジカル絶縁体・超伝導体の先駆的研究」
- 第33回（2015年度）
  - 竹内繁樹：「光子を用いた量子情報通信処理・量子計測の先駆的研究」
  - 神谷之康：「脳情報デコーディング法の開発と夢の解読」
- 第34回（2016年度）
  - 竹田潔：「腸管の恒常性維持機構の解析」
  - 牛尾知雄：「フェーズドアレイ気象レーダの研究開発」
- 第35回（2017年度）
  - 熊谷隆：「複雑な系の上の確率過程と異常拡散現象の解析」
  - 原隆浩：「ネットワーク環境上のデータ管理と社会センシングに関する研究」
- 第36回（2018年度）
  - 白石誠司：「固体中のスピン流輸送とその物性における先駆的研究」
  - 永井健治：「蛍光・化学発光タンパク質の開発と応用展開」
- 第37回（2019年度）[2]
  - 栗栖源嗣：「生体エネルギー変換に関わる生体超分子複合体の構造研究」
  - 小林研介：「固体素子におけるゆらぎと非平衡機能に関する実験的研究」
- 第38回（2020年度）[5]
  - 石井優：「生体イメージングの技術開発と免疫細胞ダイナミクスの統合的解明」
  - 井垣達吏：「細胞競合によるがん細胞制御の発見とその分子機構の解明」
- 第39回（2021年度）
  - 千葉大地：「磁性の後天的制御に関する先駆的研究」
  - 谷口雄一：「ゲノムの分子レベルでの動作機構に関する研究」
- 第40回（2022年度）[4]
  - 岡田随象：「遺伝統計学を活用した疾患病態解明・ゲノム創薬・個別化医療に関する研究」
  - 松下康之：「実世界の三次元ディジタル化に関する先駆的研究」
- 第41回（2023年度）[6]
  - 鳶巣守：「有機化学反応における新反応原理の開拓」[7]
  - 藤野修：「小平消滅定理の一般化と代数幾何学への応用」[8]
- 第42回（2024年度）
  - 藤井俊博：「極高エネルギー宇宙線の観測的研究」
  - 松﨑典弥：「組織工学における細胞統合技術の先駆的研究」